# La Aurora
El setmanari La Aurora va ser creat a Manacor (Mallorca) l'any 1906 pels preveres Joan Mascaró i Nadal i Antoni Truyols i Pont, constava de dos fulls, quatre planes, de 310 x 425 mm. a quatre columnes. En el començ de 1910 La Aurora encara tenia la capçalera en castellà, és a partir del número 224 que la capçalera passà al català (31-12-2010). Tanmateix el títol es mantengué en castellà.

## Els fundadors
Mossèn Joan Mascaró i Nadal (Manacor, 1862-1937), va ser ordenat sacerdot el 1887, autor de llibres en castellà i versos en català dialectal. Escrigué: Bosquejo histórico piadoso del Santo Cristo de Manacor (1930), Episodios de mi tierra (1931) i Poesías mallorquinas (1934).
Pel que fa a Mossèn Antoni Truyols i Pont (Manacor, 1878-1938), s'odenà de prevere el 1901, catedràtic del seminari, és autor de diversos treballs piadosos i d'història eclesiàstica en català i castellà. Josep Maria Massot i Muntaner diu que durant la guerra civil s'enfronta més d'un cop amb el Capità Jaume i el Comte Rossi per l'ús i abús de la pena de mort. Val a dir que aquests enfrontaments foren de to menor.

## La intervenció d'Antoni Maria Alcover
L'etapa de participació de Mossèn Alcover a la revista coincideix amb el seu moment de màxima popularitat. L'any 1909 havia publicat el cinquè volum de l'Aplec de Rondalles Mallorquines signades amb el pseudònim de Jordi d'es Racó, començades a publicar el 1896. El 1911 havia estat nomenat primer president de la Secció Filòlogica de l'Institut d'Estudis Catalans. A partir del número 182 s'inicià la intervenció d'Antoni Maria Alcover en el setmanari, amb el pseudònim de Revenjoli, fins a finals de 1913. En aquesta etapa hi ha una tirallonga d'articles signats per en Revenjoli amb la fórmula inicial de: Parla en Revenjoli: escoltau i oïreu, seguit pèr un mot indicador de combat. En el número 376 (31-X-1913) s'adverteix que En Revenjoli no havia parlat ni parlarà pus. En aquesta època comença la publicació de les Rondalles Mallorquines (a partir del núm. 218) i d'altres textos alcoverians.

## Els col·laboradors
La majoria dels col·laboradors són mallorquins, en bona part eclesiàstics amics de Mossèn Alcover. Entre altres hi escriuen: Andreu Alcover, Antoni M. Alcover, Andreu Caimari, Josep Calafat, Francesc Camps, Joan Capó, Guillem Colom, Miquel Costa i Llobera, Joan Estelrich, Bartomeu Ferrà, Andreu Ferrer Ginard, Salvador Galmés, Bartomeu Guasp, Isidor Macabich, Llorenç Riber, Joan Rosselló, Mateu Rotger, Maria Antònia Salvà i Jacint Verdaguer.

## Mossèn Alcover polemista aLa Aurora

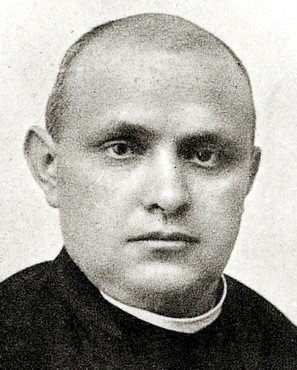
Antoni Maria Alcover i Sureda.

Mossèn Alcover segueix una tradició polemista en català dialectal que a Mallorca tenia uns antecedents importants. Es pot esmentar Martí Serra (1645-1715), Miquel Ferrer (1770-1857) i Rafel Oliver Mudoy (1810-1877). Alcover començà l'activitat com a polemista de ben jove en revistes integristes com El Tambor, El Áncora i El Centinela. A La Aurora Mossèn Alcover combat les publicacions republicanes, socialistes i anglòfiles. Es mostra com un defensor aferrissat de l'integrisme religiós i ataca despietadament protestants, maçons, ateus i anticlericals, el modernisme, l'educació mixta i l'escola moderna de Ferrer i Guardia. Segons Miralles el setmanari ens aporta gran quantitat d'informació sobre la manera de pensar d'Alcover, ultraconservadora i integrista, però que veu amb simpatia la Solidaritat Catalana i la Mancomunitat.

## Mots que designen combat
Els mots de combat utilitzats per Alcover a La Aurora (143) s'han fet cèlebres i tenen interès lingüístic, com en té en general la llengua utilitzada pel canonge manacorí. La relació de noms de batalla a l'inici dels articles començà en el número 186 de 9 d'abril de 1910, amb el mot brou, i durà fins al número 346, de 26 d'abril de 1913, amb còdols. Alcover utilitzà paraules com: ventim, recapte, empena, enfuites, encalç, planissada, batussa, llendera, espolsada, bescollades, xisclets i altres herves, cebellols, arrambatge, aixabucs, arrefolls, cireres, galletes, nesples, serves, bledes, prunes, bolets, cstanyes, mormes, cebes, mansiules, simades, pinyes, corretjades, closcades, verdanc, massolada, tronc, cinglades, branca, estirades d'orella, ventalls, barreig, repassó, bastó, perboc, llenya, mamballetes de Pollença, tupada, llenderades, clotellades, vergades, ablanida, remolcada, tabuixada, etc.